# Общество охраны памятников (Польша)
Общество охраны памятников (пол. Towarzystwo Opieki nad Zabytkami, TOnZ) — общественная организация в Польше, основанная 17 января 1974 года.
Основные задачи:
- популяризация знания о памятниках,
- актывизация общественных инициатив,
- охрана памятников,
- сотрудничество с реставраторами памятников.

У общества есть региональная структура: региональные отделения и местные организации. Инициатором его создания был польский историк искусства Станислав Лоренц (1899—1991) — директор Национального музея в Варшаве в периоде 1936—1982.